# Giovanni Locarni
Giovanni Locarni (fl. XX secolo) è stato un calciatore italiano, di ruolo attaccante.

## Carriera
Con il Novara disputa 18 partite segnando 2 gol nel campionato di Prima Divisione 1923-1924.
Lasciato il Novara durante l'estate seguente, milita successivamente in serie cadetta nella Biellese e nella Astigiani.
Nella stagione 1928-1929 fa parte della rosa del Casale, squadra con la quale non disputa alcuna gara di campionato.